# Laeten
Laeti, die Pluralform von laetus, war ein Begriff, der im späten Römischen Reich seit dem Ende des 3. Jahrhunderts germanische Stämme bezeichnete, die nach ihrer – z. T. auch freiwilligen – Unterwerfung unter die römische Macht in Nordgallien von Kaiser Constantius Chlorus (293–306) vorwiegend auf Reichsland angesiedelt wurden, sich im Rechtsstatus der Hörigkeit befanden und Kriegsdienst für das Römische Reich leisteten.
Der Begriff laetus wurde erstmals 297 erwähnt, letztmals ist die Existenz von Laeten für das Jahr 465 bezeugt. Die Herkunft des Begriffs laetus ist ungewiss, er leitet sich aber vermutlich von dem westgermanischen Wort „lātan“ (z. B. althochdeutsch lāz, mittelniederländisch laet, afriesisch lēt, altenglisch lǣt) ab, was so viel wie „freilassen“ bedeutet, mit der Bedeutung ‚Leibeigener, Höriger oder Halbfreier‘. Andere Forscher sehen den Ursprung des Begriffs in der lateinischen, keltischen oder sogar persischen Sprache.
Die Notitia dignitatum (Truppenliste des Dux Belgicae secundae) führt sie im Verwaltungsgebiet mehrerer Städte auf: 6 Sarmaten-, 3 Sueben-  und eine Frankengemeinde. Zusätzlich siedelten Laeten in den Gebieten der Nervier und Lingonen und standen unter dem Befehl eines praefectus laetorum.